# 日本・コロンビア経済連携協定
日本・コロンビア経済連携協定（にほんころんびあけいざいれんけいきょうてい、英語: Japan–Colombia Economic Partnership Agreement, Japan–Colombia EPA）とは、日本とコロンビアとの間で交渉中の経済連携協定（EPA）。

## 概要
2011年9月12日の日・コロンビア首脳会談。において，両首脳間で，EPAに関する共同研究を立ち上げることに合意するとともに，翌13日に行われた外相会談において，EPA共同研究を早期に進めることで一致した。
2011年11月28日から29日までボゴタにおいて共同研究会の第1回会合，2012年2月21日から23日まで東京において第2回会合，5月24日から25日までボゴタにおいて第3回会合が開催された。
2012年7月27日に、日本国とコロンビア共和国との間の経済連携協定（EPA）に向けた共同研究報告書の発表がされた

## 会合の日程
2012年12月17日、東京において、日本・コロンビア経済連携協定交渉の第1回会合が開催された。
2013年5月20日から24日まで、コロンビアのカリにおいて、日本・コロンビア経済連携協定交渉の第2回会合が開催された。
2013年10月28日から11月1日まで、東京において、日本・コロンビア経済連携協定交渉の第3回会合が開催された。
2014年2月10日から2月14日まで、コロンビアのボゴタにおいて、日本・コロンビア経済連携協定交渉の第4回会合が開催された。
2014年5月12日から5月16日まで、東京において、日本・コロンビア経済連携協定交渉の第5回会合が開催された。
2014年7月14日から18日まで、コロンビアのボゴタにおいて、日本・コロンビア経済連携協定交渉の第6回会合が開催された。
2014年9月8日から12日まで、東京において、日本・コロンビア経済連携協定交渉の第7回会合が開催された。
2014年10月27日から11月7日まで、コロンビアのボゴタにおいて、日本・コロンビア経済連携協定交渉の第8回会合が開催された。
2014年12月15日から19日まで、東京において、日本・コロンビア経済連携協定交渉の第9回会合が開催された。
2015年3月2日から6日まで、コロンビアのボゴタにおいて、日本・コロンビア経済連携協定交渉の第10回会合が開催された。
2015年5月18日から22日まで、東京において、日本・コロンビア経済連携協定交渉の第11回会合が開催された。
2015年7月14日から17日まで、コロンビアのボゴタにおいて、日本・コロンビア経済連携協定交渉の第12回会合が開催された。
2015年8月31日から9月4日まで、東京において、日本・コロンビア経済連携協定交渉の第13回会合が開催された。
2015年9月の第13回会合以後、交渉会合は開催されていない。日本外務省は2017年版及び2018年版の外交青書において「交渉は最終段階にある。」との認識を表明していたが、2019年版の外交青書においては、「交渉は最終段階にある。」との記述は削除された。2020年版の外交青書においては協定の意義についての記載は増えたが、交渉状況については、前年版までにあった「2014年11月までに7回交渉会合を行ってきた。」が「これまでに13回の交渉会合を行った。」と簡略された。
交渉の状況について、森下敬一郎 駐コロンビア日本大使は、一時帰国中の2019年7月29日に東京で行われた講演で「18項目のうち16項目まで合意に達しているが、マーケットアクセスと原産地規則で意見の隔たりがある。」と述べた。